# 亚历山大·鲁利亚
亚历山大·鲁利亚（俄语：Алекса́ндр Рома́нович Лу́рия，1902年7月16日—1977年8月14日），苏联著名心理学家，神经心理学的奠基人之一。他最重要的贡献是对于心理活动的脑机制的研究，并提出了脑的动态机能定位理论。

## 生平
他出版于1973年的《神经心理学原理》使神经心理学成为了一门系统性的学科。鲁利亚还曾担任过国际心理科学联盟副主席、美国国家科学院院士、美国文理科学院院士等职。